# نهائي كأس رابطة الأندية الإنجليزية المحترفة 1978
نهائي كأس رابطة الأندية الإنجليزية المحترفة 1978 هي المباراة النهائية من منافسة كأس رابطة الأندية الإنجليزية المحترفة 1977–78، أقيمت المباراة في 22 مارس 1978، في ملعب أولد ترافورد، بين فريقي نوتينغهام فورست، ونادي ليفربول، وفاز فيها نوتينغهام فورست، بعد أن هزم نادي ليفربول، بنتيجة 1 - 0.

## تفاصيل المباراة
لعبت المباراة النهائية في 22 مارس 1978.
| نوتينغهام فورست | 1 -0 | نادي ليفربول |
| --------------- | ---- | ------------ |
|                 |      |              |